# 莫爾斯冰原島峰
84°16′S 160°50′E / 84.267°S 160.833°E
莫爾斯冰原島峰（英語：Morse Nunataks），是南極洲的冰原島峰，位於沙克爾頓海岸，處於劉易斯崖和麥卡爾平山脈之間的阿卻爾納山以南8公里，以美國研究隊的科學家命名，現時由南極條約體系管理。